# Jesús Flores
Jesús Miguel Flores (né le 26 octobre 1984 à Carúpano, Sucre, Venezuela) est un receveur de baseball qui joue en Ligue majeure de 2007 à 2012 avec les Nationals de Washington.

## Carrière
Jesús Flores signe un premier contrat en 2002 avec les Mets de New York. Bien qu'il soit le joueur d'avenir le mieux classé à la position de receveur dans le réseau de filiales des Mets, il est laissé sans protection et drafté en 2006 par les Nationals de Washington, avec qui il fait son entrée dans les majeures le 4 avril 2007.
Il présente ses meilleures statistiques offensives au cours de la saison 2008 avec 77 coups sûrs, 8 circuits et 59 points produits en 90 parties jouées.
En 2009, il ne joue que 26 parties. Son début de saison est excellent, comme le montre sa moyenne au bâton de, 301. Mais une fracture de l'épaule met un terme à sa saison. Il est opéré en septembre. L'embauche en décembre 2009 du vétéran receveur Ivan Rodriguez laisse présager que les Nationals ne croient pas Flores suffisamment rétabli pour occuper le poste régulier de l'équipe à sa position dès le début de la saison 2010. Il rate finalement toute l'année 2010 et effectue un retour avec Washington en 2011.
Il connaît peu de succès avec à peine 18 coups sûrs en 30 matchs pour Washington en 2011. En 2012, il est le receveur le plus utilisé par les Nats et dispute 83 matchs au total, prenant la relève de Wilson Ramos, blessé. Mais Flores produit peu en offensive et a du mal à retirer les coureurs adverses en tentative de vol. Au début août, les Nationals acquièrent Kurt Suzuki des Athletics d'Oakland et font confiance à celui-ci plutôt qu'à Flores lors des séries éliminatoires.
En 311 matchs joués sur 5 saisons avec Washington, Jesús Flores frappe 23 circuits et produit 127 points. Il maintient une moyenne au bâton de ,241 mais ne retire que 25 pour cent des coureurs adverses en tentative de vol, et 15 pour cent la dernière année.
Flores joue en ligues mineures dans l'organisation des Rays de Tampa Bay et des Dodgers de Los Angeles en 2013, puis dans celle des Royals de Kansas City en 2014. Il participe au camp d'entraînement des Braves d'Atlanta en 2015 mais est retranché deux jours avant le début de la saison régulière sans avoir pu obtenir un poste avec l'équipe.